# Cathleen Nesbitt
Cathleen Nesbitt, född 24 november 1888 i Birkenhead i Merseyside (i dåvarande Cheshire), död 2 augusti 1982 i London, var en brittisk skådespelare.
Nesbitt gjorde teaterdebut i London 1910 och flyttade 1911 till USA där hon debuterade på Broadway 1911. Hon återvände till Storbritannien och gjorde filmdebut 1919 i stumfilmen A Star Over Night.
Nesbitt flyttade åter till USA och gjorde Hollywooddebut 1954 i Three Coins in the Fountain; hon medverkade därefter i en rad filmer, och även i Broadwayuppsättningar, däribland My Fair Lady 1956.
1976 medverkade hon i Hitchcocks Arvet. Hennes sista film var Never Never Land från 1980.
Nesbitt övervägde att bli amerikansk medborgare, men valde slutligen att återvända till Storbritannien där hon mottog Brittiska imperieorden.

## Filmografi i urval
- 1935 – The Passing of the Third Floor Back
- 1943 – Kvinnor i vitt
- 1945 – The Agitator
- 1946 – Men of Two Worlds
- 1947 – Jassy
- 1949 – Madness of the Heart
- 1958 – Vid skilda bord
- 1966 – The Trygon Factor
- 1972–1973 – Herrskap och tjänstefolk (TV-serie)
- 1976 – Arvet
- 1980 – Never Never Land